# Lussas-et-Nontronneau
Lussas-et-Nontronneau település Franciaországban, Dordogne megyében. Lakosainak száma 285 fő (2022. január 1.). Lussas-et-Nontronneau Saint-Martin-le-Pin, Saint-Martial-de-Valette, Mareuil en Périgord, Connezac, Hautefaye, Javerlhac-et-la-Chapelle-Saint-Robert és Rudeau-Ladosse községekkel határos.

## Népesség
A település népességének változása:
| Lakosok száma | 364  | 359  | 363  | 376  | 311  | 312  | 300  | 283  | 286  | 285  |
|               | 1968 | 1982 | 1990 | 2006 | 2013 | 2015 | 2017 | 2019 | 2020 | 2022 |